# Rossignol (marque)
Pour les articles homonymes, voir Rossignol (homonymie).
L’entreprise Skis Rossignol, fondée en 1907 par Abel Rossignol, est une entreprise française de fabrication de matériels de sports d’hiver. Elle est la propriété du fonds d'investissement australien Macquarie puis du groupe suédois Altor Equity Partners (en) depuis 2013.
La marque a gagné ses lettres de noblesse grâce aux champions et championnes qui se sont succédé génération après génération. En 2023, 140 sportifs sont en contrat avec Rossignol.
Groupe Rossignol :
- Dynastar (matériel de ski) ;
- Lange (chaussures de ski) ;
- Look (fixations de ski) ;
- Kerma (bâtons de ski et protections) ;
- Risport (patins à glace).

## Historique

### Débuts (1900-1957)

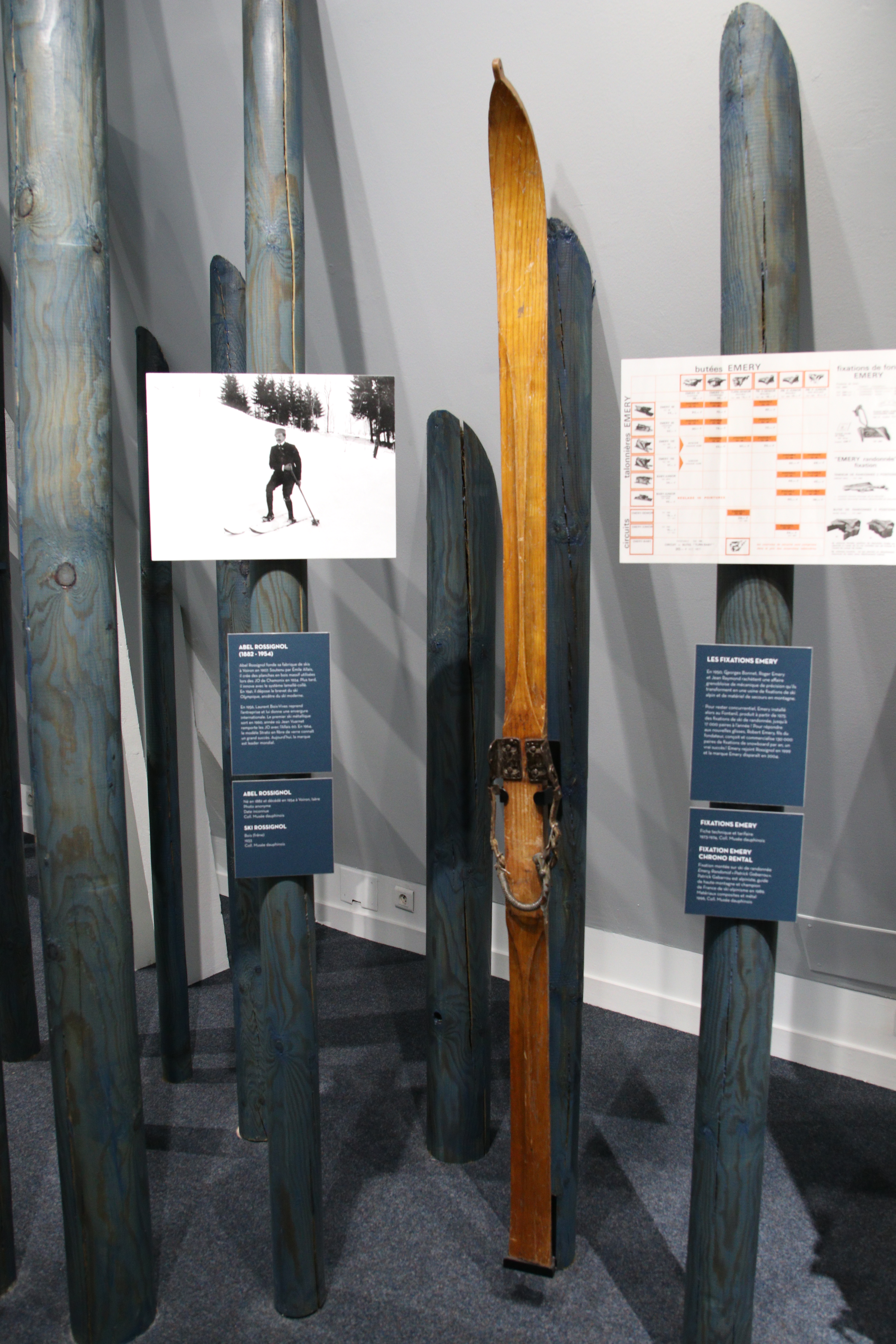
Ski Rossignol en bois de frêne de 1933. Collection Musée dauphinois.

En 1907, Abel Rossignol, menuisier passionné de ski à Voiron, décide de réaliser sa première paire de skis artisanale en bois massif[source insuffisante].
Les années 1930 marquent la progression du développement des skis avec l’arrivée de la technique des skis "refendus", formés sous presse. Les spatules vont ainsi garder la forme originale qui leur sera donnée.
En 1937, Emile Allais devient champion du monde avec le ski Olympique 41.
En 1941, Abel Rossignol dépose le brevet du ski "olympique" qui pose les bases du ski moderne : celles des skis "contre-collés". Sept ans plus tard en 1948, avec une paire issue de cette technique de fabrication, Henri Oreiller est sacré premier champion olympique français de l’histoire.
En 1956, Laurent Boix-Vives reprend les rênes de l’entreprise et va lui donner une dimension internationale.

### Les années 1960
Aux Jeux olympiques de Squaw Valley en 1960, Jean Vuarnet remporte la médaille d'or avec les tout premiers skis métalliques aux pieds : les Allais 60.
Quatre ans plus tard, en 1964, Rossignol connaît un succès international avec le premier ski en fibre de verre, le Strato.

### Des années 1970 aux années 2000
À partir des années 1970, le groupe s’implante aux États-Unis d'Amérique, lance ses premiers skis de fond et devient no 1 mondial du ski. Aux Jeux olympiques de Calgary, elle remporte 6 médailles d’or sur 10 en ski alpin. Après la chaussure de ski alpin en 1990, l'entreprise se lance dans le tennis, puis les fixations en rachetant la division « fixations » de la marque Look (1994). En 1998, Claude Jantet souhaite une diversification et oriente la marque vers le snowboard et le golf avec le rachat de la marque Cleveland. Suit ensuite le textile.
Grand vainqueur des Jeux olympiques d’Albertville et de Lillehammer, elle devient no 1 mondial des sports d’hiver. En effet, la marque équipe 47 % des concurrents olympiques de ski alpin et obtient par leur intermédiaire 36 médailles[réf. incomplète].
Elle délocalise la plupart de ses sites de production.

### Années 2000
En mars 2005, le groupe australien Quiksilver rachète le groupe Rossignol pour 560,8 millions de dollars (360 millions d'euros). Rossignol était coté à la Bourse de Paris jusqu'à son retrait en septembre 2005.
En août 2008, après avoir investi des millions de dollars pour le restructurer, Quiksilver annonce la vente de Rossignol à un consortium (Chartreuse et Mont Blanc) appartenant à 77 % au fonds financier australien Macquarie, pour 100 millions d'euros, vente qui se fera finalement pour 40 millions d'euros. Bruno Cercley, un ancien dirigeant de la marque, est nommé PDG pour redresser l'entreprise. Les restructurations se font « à la hache » comme le stipule Challenges. Après avoir relocalisé avec succès une partie de la fabrication de skis en France, le groupe est ensuite racheté en 2013 par le groupe suédois Altor Equity Partners (en) qui possède désormais 80 % du capital.
Pour son exercice 2013/2014, Rossignol a vendu 900 000 paires de skis et 50 000 snowboards et il a 20,4 % de parts de marché du ski alpin et 15,1 % de parts de marché de la chaussure alpine dans le monde. Son chiffre d'affaires est réalisé à 20 % en France, à 40 % dans le reste de l'Europe et en Russie, à 30 % en Amérique du Nord, à 5 % au Japon et 5 % en Asie[source insuffisante].

### Années 2010
En 2012, Rossignol devient acteur du sport connecté et annonce la sortie de son application Ski Pursuit, permettant aux consommateurs de tracker et d'enregistrer leurs sorties à ski.
En juillet 2013, Macquarie a vendu le groupe Rossignol (avec ses filiales Lange et Dynastar), à un partenariat entre Altor Equity Partners (80%) et la famille Boix-Vives (20%).
En 2015, la marque annonce la sortie du premier ski connecté avec la commercialisation du capteur PIQ destiné à la mesure de la performance sportive dans le ski. La même année, Rossignol lance notamment en partenariat avec la société Sport Heroes la plateforme Skiing Heroes, récompensant les sorties enregistrées des skieurs par des réductions et cadeaux. En 2015, toujours, l'entreprise reçoit le prix de Best Ski Manufacturer, à l'occasion de la cérémonie des Worlds Snow Awards.
En février 2016, Rossignol rachète Time Sport, entreprise spécialisée dans la fabrication de vélos de route en carbone et de pédales automatiques. En août 2016, Rossignol fait l'acquisition du spécialiste du matériel de trail Raidlight/Vertical afin de compléter son offre outdoor.
Dans la même logique, le groupe annonce le 3 février 2017 avoir racheté la marque de cycles américaine Felt Bicycles, au chiffre d'affaires de 60 millions d'euros, puis achète l'année suivante l'entreprise norvégienne de tricots Dale of Norway,.
En 2018, Martin Fourcade devient ambassadeur du groupe Rossignol.

### Années 2020
Rossignol démarre une nouvelle décennie par une crise importante et se voit déficitaire durant plusieurs années. Fin septembre 2020, la direction annonce un nouveau plan social qui prévoit la suppression de 92 postes. L'industrie du ski étant en très mauvaise santé, Rossignol voit ses ventes baisser année après année. Au sein des salariés de l'unité de production de Sallanches, où la moitié des postes sont supprimés, une fermeture définitive prochaine de l'usine reste envisagée. De son côté, la direction se veut plus optimiste tout en appelant à la prudence : « Depuis très longtemps, on est leader mondial du ski, c’est important de s’assurer qu’on prend les bonnes décisions pour continuer d’être à l’avant-garde. ».
Rossignol signe en octobre 2020 un partenariat avec la fédération française de cyclisme. Tous les sites de VTT labellisés par la fédération sont équipés de la technologie proposée par l'application R-Bikes et développée par Rossignol. Ce sont au total 195 sites qui sont équipés à travers la France par ce dispositif de balisage et d'accompagnement des sportifs amateurs ou confirmés. De plus, la marque conserve une réelle « légitimité » dans le domaine du vélo de montagne et reste bien implantée chez les loueurs.
En 2020, le Groupe Rossignol annonce également se séparer de Raidlight/Vertical (acquis quatre ans plus tôt). L’année suivante Rossignol se sépare de Time Sport en revendant la société à 2 compagnies distinctes, les vélos à Cardinal Cycling Group (CCG) et les pédales à l’industriel américain SRAM. Time avait également été acquis par le Groupe Rossignol en 2016. Cette même année 2021, Rossignol informe se séparer de Felt en fin d’année. Ces deux achats ont été un échec. Le groupe investit et doit chercher sa croissance vers d'autres univers : il se développe entre autres dans le textile technique, marché au départ insignifiant, mais qui réalise à terme presque un quart du chiffre d'affaires et également dans son cœur de métier que sont le ski et l'après ski.
En 2022, le Groupe Rossignol réalise un chiffre d'affaires de 401 millions d'euros.
En avril 2025, Rossignol annonce la fermeture de son usine à Sallanches, en raison des difficultés financières du site, l'activité sera transférée à Saint-Jean-de-Moirans près du siège social et à Artés en Espagne.

### Biographie
- Régis Boulat, « Les territoires des fabricants alpins français de matériels de sports d’hiver (fin XIXe - début XXIe siècles) », Entreprises et histoire, vol. 1, no 74,‎ 2014, p. 88-103 (lire en ligne)

### Presse
- Nicolas Stiel, « Rossignol négocie son virage après-ski », Challenges, no 780,‎ 30 mars 2023, p. 58-59 (ISSN 0751-4417).